# Mörttjärnen (Arvidsjaurs socken, Lappland, 731098-166710)
Mörttjärnen är en sjö i Arvidsjaurs kommun i Lappland och ingår i Piteälvens huvudavrinningsområde. Sjön har en area på 0,0396 kvadratkilometer och ligger 329,8 meter över havet.

## Delavrinningsområde
Mörttjärnen ingår i det delavrinningsområde (731095-166540) som SMHI kallar för Mynnar i Moskoselet. Medelhöjden är 357 meter över havet och ytan är 19,24 kvadratkilometer. Räknas de 2 avrinningsområdena uppströms in blir den ackumulerade arean 54,52 kvadratkilometer. Hundträskbäcken som avvattnar avrinningsområdet har biflödesordning 3, vilket innebär att vattnet flödar genom totalt 3 vattendrag innan det når havet efter 151 kilometer. Avrinningsområdet består mestadels av skog (72 procent) och sankmarker (16 procent). Avrinningsområdet har 0,66 kvadratkilometer vattenytor vilket ger det en sjöprocent på 3,4 procent.